# RY Leonis Minoris

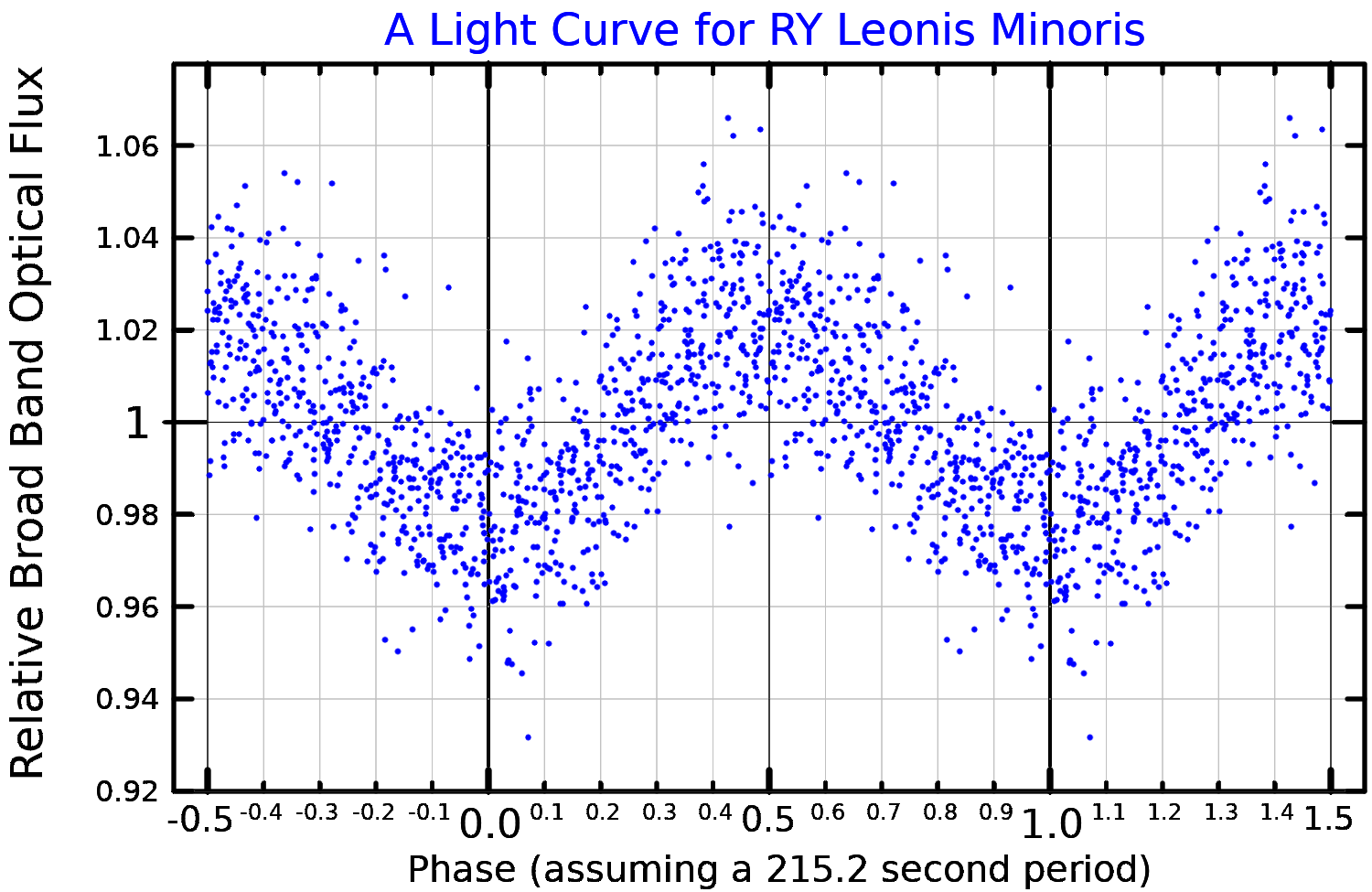
Una curva de luz para RY Leonis Minoris, trazada a partir de datos publicados por Chote et al. (En 2014)

RY Leonis Minoris (RY LMi / G 117-15A / WD 0921+354) es una enana blanca situada en la constelación de Leo Minor a 150 años luz de distancia del sistema solar. Con una edad estimada de 400 millones de años, tiene una temperatura efectiva entre 11.600 y 12.400 K.
RY Leonis Minoris es una enana blanca pulsante DAV o variable ZZ Ceti. Su variabilidad fue descubierta en 1974 por Richer y Ulrych, siendo confirmada en 1976 por McGraw y Robinson. En 1984 se demostró que la variabilidad de la estrella es debida a las pulsaciones no radiales de ondas de gravedad. Por consiguiente, su cambio de período a lo largo del tiempo es directamente proporcional a su enfriamiento con el tiempo, permitiendo que su ritmo de enfriamiento pueda ser medido mediante técnicas de astrosismología. Su curva de luz tiene un período dominante de 215,2 segundos estable en amplitud y fase, que se estima que aumenta aproximadamente un segundo cada 14 millones de años. Por ello, se ha afirmado que RY Leonis es el reloj óptico más estable encontrado nunca, cuyas señales son mucho más estables que las de un reloj atómico.